# Vincent Kipruto
Vincent Kipruto Limo (13 settembre 1987) è un maratoneta keniota.

## Biografia
Fece il suo debutto sulla lunga distanza nella maratona di Reims del 2008, ottenendo un terzo posto con il tempo di 2:08:16. Iniziò la stagione 2009 con un quarto posto nella mezza maratona di Egmond in 1:06:01. Nel 2009 prese parte, assieme ad un folto gruppo di maratoneti d'elite, alla maratona di Parigi e, a sorpresa, vinse battendo tutti i favoriti con il tempo record di 2:05:47, battendo il tempo di Michael Rotich, vecchio di sei anni, di oltre 45". Questo lo portò ad essere al tredicesimo posto fra i più veloci maratoneti di sempre. Dopo questa vittoria partecipò al Giro podistico internazionale di Castelbuono, vincendo contro Duncan Kibet fra gli altri. Venne quindi invitato alla maratona di Chicago dove giunse terzo, con il tempo di 2:06:08 alle spalle di Abderrahim Goumri e Samuel Wanjiru (che stabilirono il nuovo record della corsa).
Iniziata la stagione 2010 con la mezza maratona Zayed International con un non significativo undicesimo posto, nonostante il buon tempo di 1:01:43 ha corso poi la maratona di Rotterdam, giungendo terzo con il suo miglior tempo di 2:05:13 che gli ha dato il decimo miglior tempo mondiale sulla maratona, pur giungendo alle spalle di Patrick Makau e Geoffrey Mutai entrambi accreditati di 2:05:00. Tornato al Giro di Castelbuono per difendere il titolo conquistato lo scorso anno, si è classificato al terzo posto nella gara vinta da Zersenay Tadese

## Palmarès
| Anno | Manifestazione | Sede  | Evento   | Risultato | Prestazione | Note |
| ---- | -------------- | ----- | -------- | --------- | ----------- | ---- |
| 2011 | Mondiali       | Taegu | Maratona | Argento   | 2h10'06"    |      |

| Rappresentante del Kenya | Rappresentante del Kenya | Rappresentante del Kenya | Rappresentante del Kenya | Rappresentante del Kenya | Rappresentante del Kenya |
| ------------------------ | ------------------------ | ------------------------ | ------------------------ | ------------------------ | ------------------------ |
| 2008                     | Maratona di Reims        | Reims                    | 3º                       | Maratona                 | 2:08:16                  |
| 2009                     | Maratona di Parigi       | Parigi                   | 1º                       | Maratona                 | 2:05:47                  |
| 2009                     | Maratona di Chicago      | Chicago                  | 3º                       | Maratona                 | 2:06:08                  |
| 2010                     | Maratona di Rotterdam    | Rotterdam                | 3º                       | Maratona                 | 2:05:13                  |

## Record personali
| Gara            | Tempo (h:m:s) | Città     | Data            |
| --------------- | ------------- | --------- | --------------- |
| 20 km su strada | 58:50         | Chicago   | 11 ottobre 2009 |
| mezza maratona  | 1:01:43       | Abu Dhabi | 7 gennaio 2010  |
| 25 km su strada | 1:13:40       | Chicago   | 11 ottobre 2009 |
| maratona        | 2:05:13       | Rotterdam | 11 aprile 2010  |

- Informazioni dal profilo sul sito IAAF.